# پایگاه هوایی ماتن السارا
پایگاه هوایی ماتن السارا (به انگلیسی: Maaten al-Sarra Air Base) یک فرودگاه نظامی است که یک باند فرود آسفالت دارد و طول باند آن ۲۲۸۳ متر است. این فرودگاه در کشور لیبی قرار دارد و در ارتفاع ۵۲۵ متری از سطح دریا واقع شده است.